# Zeit (Tangerine Dream-album)
A Zeit a német Tangerine Dream együttes harmadik albuma.
A dupla album stílusa hasonlóan lassú és atmoszferikus, mint a megelőző Alpha Centauri, azonban még vegyesebb hangszerelésű és kísérletezőbb jellegű, bizonyos szakaszokon teljesen átmegy drónzenei zörejekbe. Valóban, amikor megjelent, különösen avantgárd természeténél fogva gyakorlatilag viccnek tartották. Hangulata nagyon hasonlít a volt tag, Klaus Schulze Irrlicht című albumához, melyet ugyanabban a hónapban dobtak piacra - a Zeit eltért Schulze és Froese eredeti ötletétől, és mivel nem értettek ebben egyet, Schulze kivált az együttesből. Az első tételben Florian Fricke, a müncheni Popol Vuh tagja Moog szintetizátoron, valamint négy csellójátékos működik közre. Az albumborító teljes napfogyatkozást ábrázol.
Paul Russell így ír az album 2002-es kiadásának ismertetőjében: "A Zeit (Idő) azon a némileg furcsa filozófián alapszik, miszerint az idő valójában mozdulatlan, csak az elménkben létezik." És zárásként: "A Zeit kétségkívül egy krautrock-mestermű, ami sokkhatás nélkül is tud meglepetést okozni. Az album, ami nemzetközileg ismertté tette a zenekart, harminc év után is időtlenül hangzik."

## Számok
Minden dalt a Tangerine Dream írt.

### Első lemez
1. Birth of Liquid Plejades - 19:54
2. Nebulous Dawn - 17:56

### Második lemez
1. Origin of Supernatural Probabilities - 19:34
2. Zeit - 16:58

Több CD-kiadásnál egy korongra került mind a négy szám.

## Produkció
Tangerine Dream:
- Edgar Froese - Hanggenerátor, gitár
- Peter Baumann - billentyűsök, vibrafon, VCS3
- Christopher Franke - billentyűsök, cintányér, VCS3

Közreműködik:
- Florian Fricke - Moog-szintetizátor (1. szám)
- Steve Schroyder - orgona (1. szám, levezetés)
- Cologne Csellókvartett - Christian Vallbracht, Joachim von Grumbcow, Hans Joachim Brüne, Johannes Lücke (1. szám, bevezetés)
- Dieter Dierks - hangmérnök
- Edgar Froese - borítóterv
- Monique Froese - borító kivitelezése

## Fordítás
Ez a szócikk részben vagy egészben  a   Zeit című angol Wikipédia-szócikk fordításán alapul.  Az eredeti cikk szerkesztőit annak laptörténete sorolja fel. Ez a jelzés csupán a megfogalmazás eredetét és a szerzői jogokat jelzi, nem szolgál a cikkben szereplő információk forrásmegjelöléseként.